# تیم دوچرخه‌سواری پی‌دی‌ام
تیم دوچرخه‌سواری پی‌دی‌ام (انگلیسی: PDM) یک تیم دوچرخه‌سواری در کشور هلند بوده‌است.
این تیم در سال ۱۹۸۶ تأسیس و در سال ۱۹۹۲ منحل شده‌است. تیم پی‌دی‌ام در سال ۱۹۸۸ و ۱۹۸۹ در بخش تیمی تور دو فرانس به مقام قهرمانی دست پیدا کرده‌است.